# Tzajalob
Tzajalob är en ort i Mexiko.   Den ligger i kommunen Ocosingo och delstaten Chiapas, i den sydöstra delen av landet, 800 km öster om huvudstaden Mexico City. Tzajalob ligger 1 136 meter över havet och antalet invånare är 197.
Terrängen runt Tzajalob är kuperad västerut, men österut är den bergig. Runt Tzajalob är det glesbefolkat, med 16 invånare per kvadratkilometer. Närmaste större samhälle är Ocosingo, 5,0 km söder om Tzajalob. I omgivningarna runt Tzajalob växer i huvudsak städsegrön lövskog.